# Tachina macularia
Tachina macularia är en tvåvingeart som beskrevs av Christian Rudolph Wilhelm Wiedemann 1824. Tachina macularia ingår i släktet Tachina och familjen parasitflugor. Inga underarter finns listade i Catalogue of Life.